# Cornelis de Liefde
Cornelis Evertsen (Kees) de Liefde (Rotterdam, 1617 - aldaar, 25 september 1673) was een Nederlands marineofficier uit de 17e eeuw.
Kees de Liefde was de oudere broer van viceadmiraal Johan de Liefde. In 1644 was hij beurtschipper op de vaart tussen Rotterdam en Amsterdam. Tijdens de Eerste Engels-Nederlandse Oorlog had hij in ieder geval nog geen rang van betekenis en het is de vraag of hij toen wel in marinedienst was. In de Tweede Engels-Nederlandse Oorlog werd hij op 17 maart 1666 benoemd tot buitengewoon kapitein bij de Admiraliteit van de Maze. Hij vocht in de Vierdaagse Zeeslag als vlaggekapitein van luitenant-admiraal Aert Jansse van Nes op de Eendragt. Op 4 februari 1667 promoveerde hij tot gewoon kapitein, dat wil zeggen: in vaste dienst. Tijdens de Tocht naar Chatham commandeerde hij de Wassenaar.
Tijdens de Derde Engels-Nederlandse Oorlog vocht hij tijdens de Slag bij Solebay op de Rotterdam. Hij kreeg de functie van waarnemend schout-bij-nacht op 21 augustus in de Slag bij Kijkduin, waarin zijn broer Johan sneuvelde; zelf raakte hij echter zwaargewond op de Gelderland en stierf in Rotterdam op 25 september.
Kees was getrouwd met Maria Hendriks van der Lit en had een dochter Cornelia.